# Acalolepta tenuipes
Acalolepta tenuipes là một loài bọ cánh cứng trong họ Cerambycidae.